# Nagroda Księżnej Jadwigi Śląskiej
Nagroda Księżnej Jadwigi Śląskiej – nagroda przyznawana od 2004 roku osobom, które od lat odważnie i z wielkim oddaniem działają na rzecz niemiecko-polskiego pojednania, a swoją postawą dają świadectwo tych idei.

## Informacje ogólne

### Geneza
Księżna Jadwiga Śląska stanowi postać graniczną, łączącą ze sobą dwa narody: niemiecki i polski, które na przestrzeni wielu dzieliła bolesna i trudna historia. Jest ona orędowniczką wzajemnego zrozumienia i pojednania. Dla zachowania tych wartości w 2004 roku ustanowiona została nagroda jej imienia, której fundatorem jest rektor Uniwersytetu Wrocławskiego, prezydent Wrocławia oraz Salon Śląski. Honoruje się nią osoby, które od lat odważnie i z wielkim oddaniem działają na rzecz niemiecko-polskiego pojednania, a swoją postawą dają świadectwo tych idei.

### Nagroda
Nagrodę stanowi statuetka z brązu księżnej Jadwigi Śląskiej, wykonana każdego roku w innej unikatowej formie przez Waldemara Szmatułę. Od 2020 roku autorem statuetki jest Marcin Michalak art. plastyk, rzeźbiarz, wykładowca ASP we Wrocławiu. Wręczana jest uroczyście przez rektora Uniwersytetu Wrocławskiego i prezydenta miasta Wrocławia podczas Święta Uniwersytetu przypadającego 15 listopada każdego roku.

## Kapituła
Nagrodę przyznaje Kapituła w składzie:
1. prof. dr hab. Janusz Degler (Uniwersytet Wrocławski)
2. prof. dr hab. Aleksandra Kubicz (Uniwersytet Wrocławski)
3. prof. dr hab. Zdzisław Latajka (Uniwersytet Wrocławski)
4. prof. dr hab. Wojciech Wrzesiński (Uniwersytet Wrocławski)
5. prof. dr hab. Franciszek Połomski (Uniwersytet Wrocławski)
6. dr Adolf Juzwenko (Zakład Narodowy im. Ossolińskich we Wrocławiu)
7. dr hab. Andrzej Łoś (Dolnośląska Szkoła Wyższa)
8. Jarosław Obremski (wiceprezydent Wrocławia)
9. Maria Dorywała (Salon Śląski)
10. mgr Janina Moskal (sekretarz Kapituły)

## Laureaci

### 2004
- prof. Norbert Heisig – założyciel i prezes Niemiecko-Polskiego Towarzystwa Uniwersytetu Wrocławskiego, doktor honoris causa Uniwersytetu Wrocławskiego (2008)
- Kazimierz Kutz – reżyser filmowy i teatralny, senator RP w latach 1997–2007[2]

### 2005
- prof. Knut Ipsen – profesor Uniwersytetu Ruhry w Bochum, założyciel Uniwersytetu Europejskiego Viadrina we Frankfurcie nad Odrą, doktor honoris causa Uniwersytetu Wrocławskiego (1994)
- Tadeusz Różewicz – polski poeta, dramaturg, prozaik, doktor honoris causa Uniwersytetu Wrocławskiego (1991)

### 2006
- prof. Karl Dedecius – pisarz, tłumacz literatury polskiej na język niemiecki, doktor honoris causa Uniwersytetu Wrocławskiego (2002)
- ks. abp prof. Alfons Nossol – ordynariusz opolski w latach 1977–2009

### 2007
- dr Peter Ohr – konsul generalny Republiki Federalnej Niemiec we Wrocławiu w latach 1999–2004
- prof. Anna Wolff-Powęska – historyk, specjalista w zakresie stosunków polsko-niemieckich, dyrektor Instytutu Zachodniego w Poznaniu w latach 1990–2004

### 2008
- Helmut Kohl – polityk, kanclerz Republiki Federalnej Niemiec w latach 1982-1998
- Tadeusz Mazowiecki – polityk, publicysta, prezes Rady Ministrów RP w latach 1989-1990

### 2009
- prof. Rita Süssmuth – minister w rządzie Helmuta Kohla, przewodnicząca Bundestagu w latach 1988–1998, przewodnicząca Polsko-Niemieckiej Fundacji na rzecz Nauki (od 2008)
- Władysław Bartoszewski – polityk, działacz społeczny, historyk, doktor honoris causa Uniwersytetu Wrocławskiego (1996)

### 2010
- prof. Gesine Schwan – polityk, koordynator niemieckiego rządu ds. stosunków z Polską (2005–2009), rektor Europejskiego Uniwersytetu Viadrina we Frankfurcie nad Odrą (1999–2008)
- prof. Dorota Simonides – folklorystka, profesor Uniwersytetu Opolskiego, senator RP w latach 1990–2005, członek zarządu głównego Polskiego Towarzystwa Ludoznawczego

### 2011
- Olga Krzyżanowska – lekarka, pierwsza dama polskiej polityki, członkini UD, UW i PD, posłanka i senator RP, dwukrotna wicemarszałek Sejmu, członkini Rady Programowej Kongresu Kobiet
- Wolfgang Thierse – niemiecki polityk należący do Socjaldemokratycznej Partii Niemiec, w latach 1998–2005 przewodniczący, a od 2005 roku wiceprzewodniczący Niemieckiego Bundestagu

### 2012
- prof. Jerzy Buzek – polski polityk, przewodniczący Rady Ministrów w latach 1997–2001, przewodniczący Parlamentu Europejskiego w latach 2009–2012[3]
- Kurt Masur – niemiecki dyrygent, w latach 2000–2007 główny dyrygent Londyńskiej Orkiestry Filharmonicznej, dyrektor muzyczny Nowojorskiej Orkiestry Symfonicznej oraz Narodowej Orkiestry Francji

### 2013
- kard. Henryk Gulbinowicz – arcybiskup metropolita wrocławski w l. 1976–2004, kardynał prezbiter od 1985, od 2004 arcybiskup senior archidieceji wrocławskiej
- Günter Verheugen – niemiecki polityk, komisarz z Unii Europejskiej, rozszerzenia Unii (1999–2004), w l. 2004–2010 komisarz ds. przemysłu i przedsiębiorczości

### 2014
- Odra[4]

### 2015
- Irena Lipowicz[5]
- Martin Schultz[6]

### 2016
- prof. Norman Davies[7]
- prof. Norbert Conrads[7]

### 2017
- Rüdiger von Fritsch[8]
- Janusz Reiter[8]

### 2018
- Jerzy Owsiak[9]
- prof. Matthias Weber

### 2019
- DAAD[10]
- Zakład Narodowy im. Ossolińskich[10]

### 2020
- Rafał Dutkiewicz[11]
- dr Christoph von Marshall[11]

## Galeria

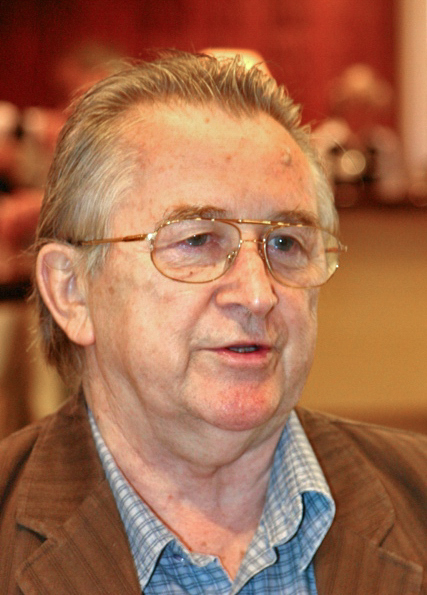
Kazimierz Kutz
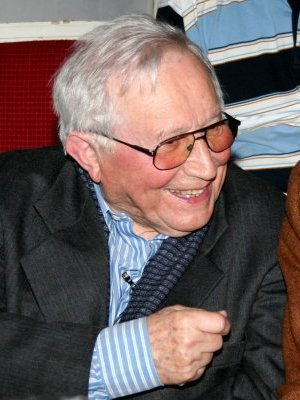
Tadeusz Różewicz
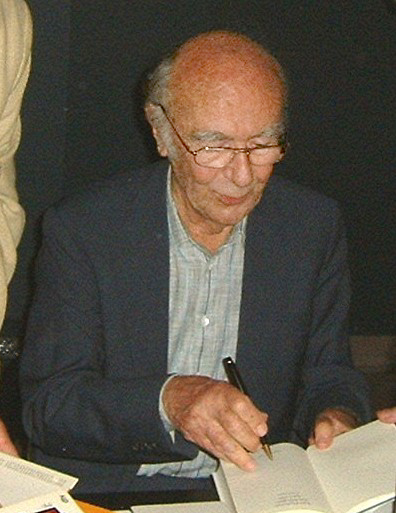
Karl Dedecius
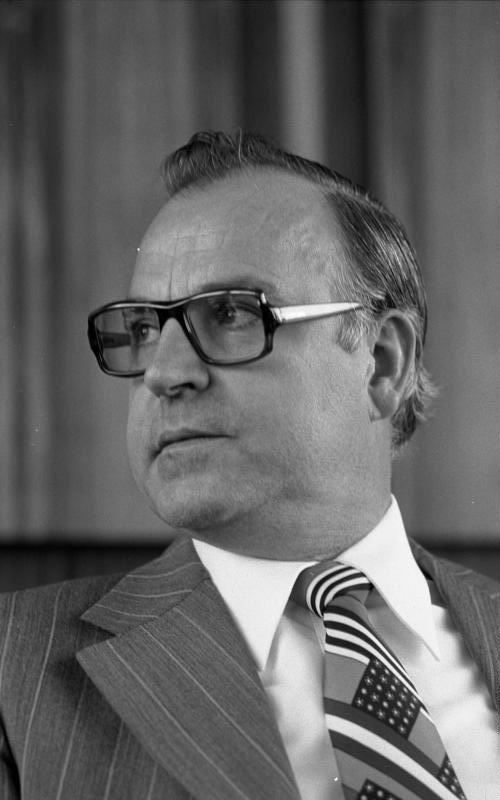
Helmut Kohl
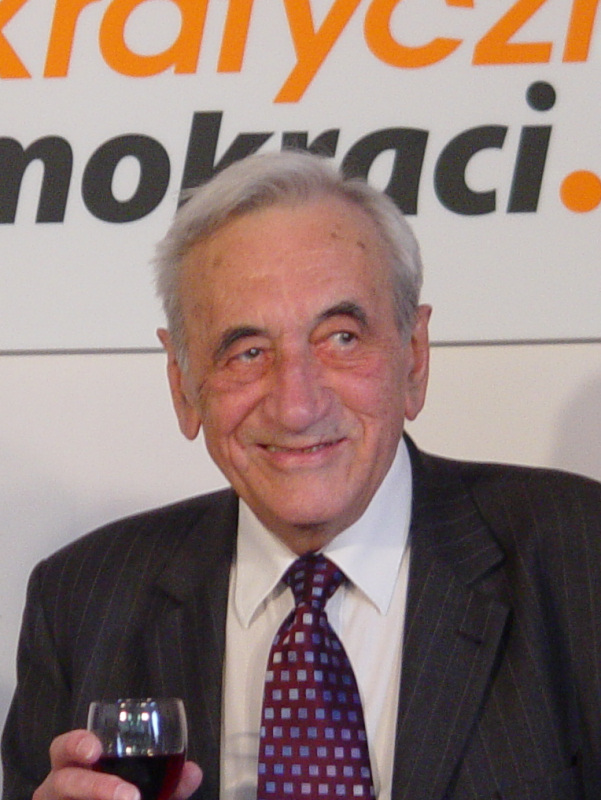
Tadeusz Mazowiecki
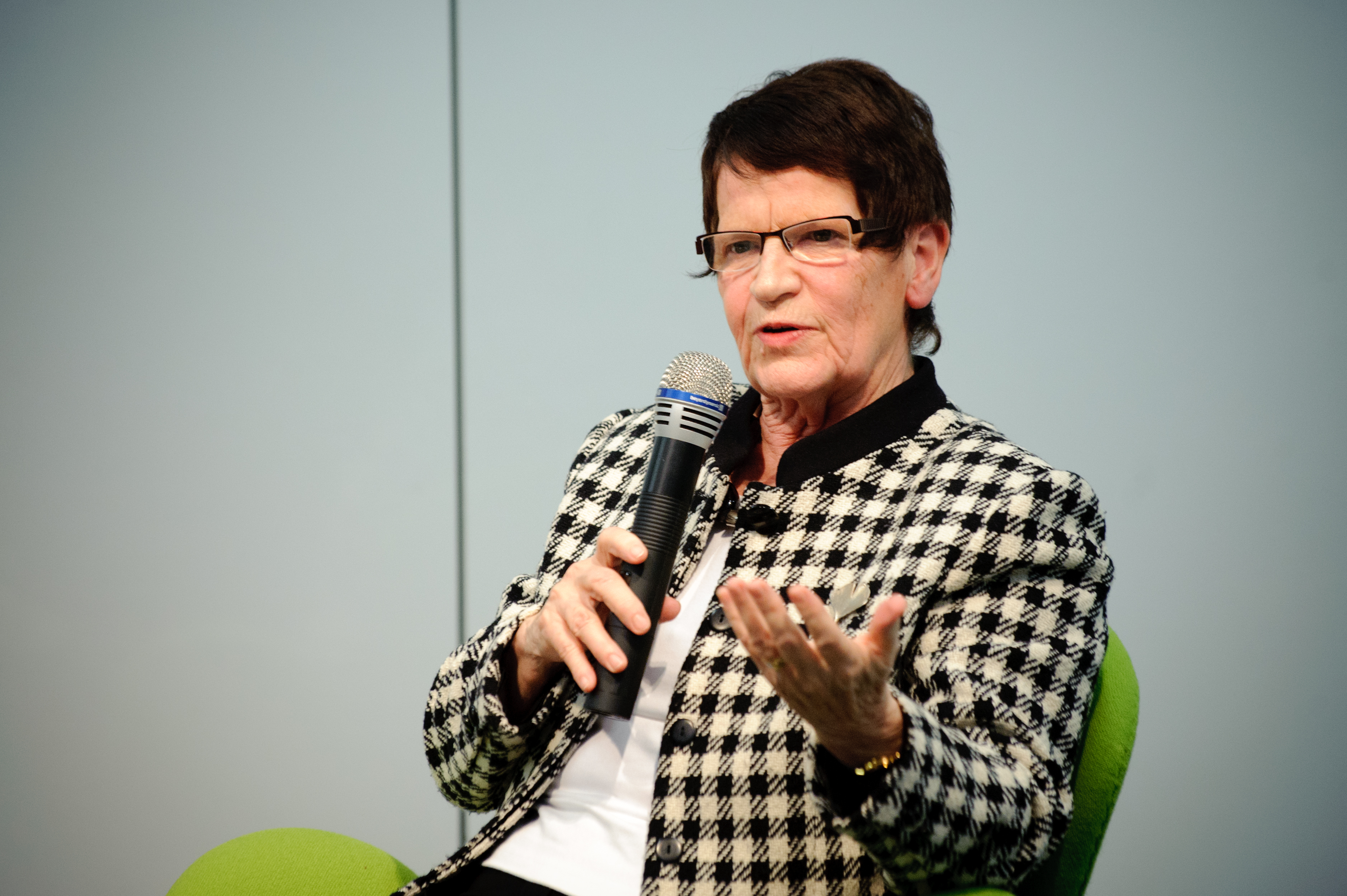
Rita Süssmuth
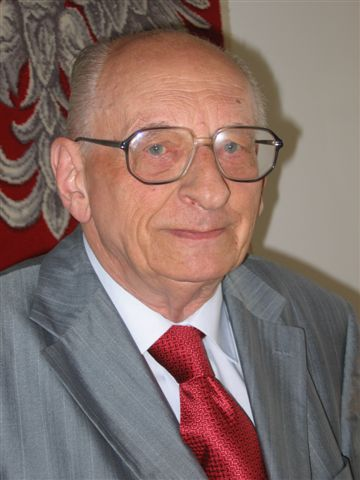
Władysław Bartoszewski
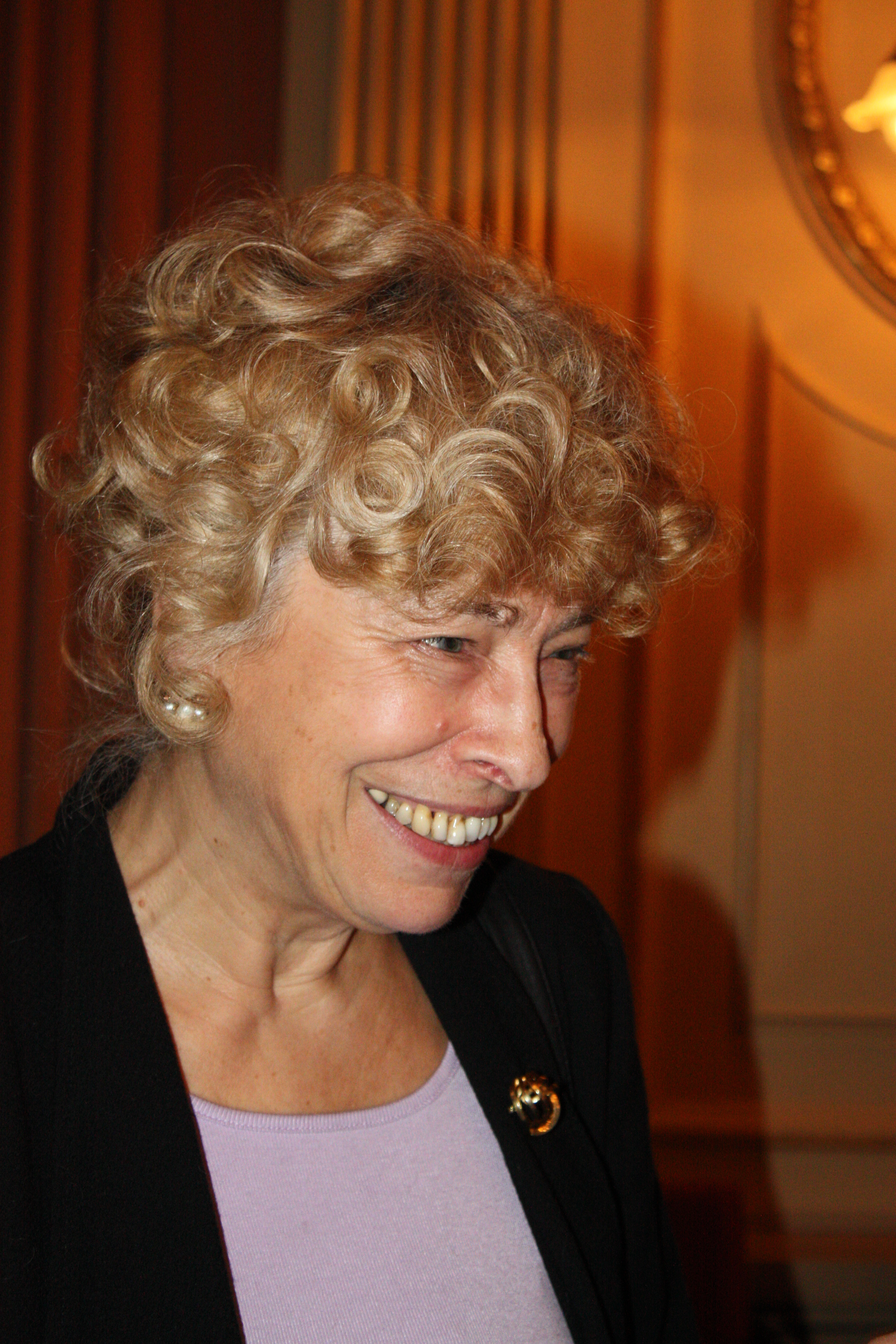
Gesine Schwan
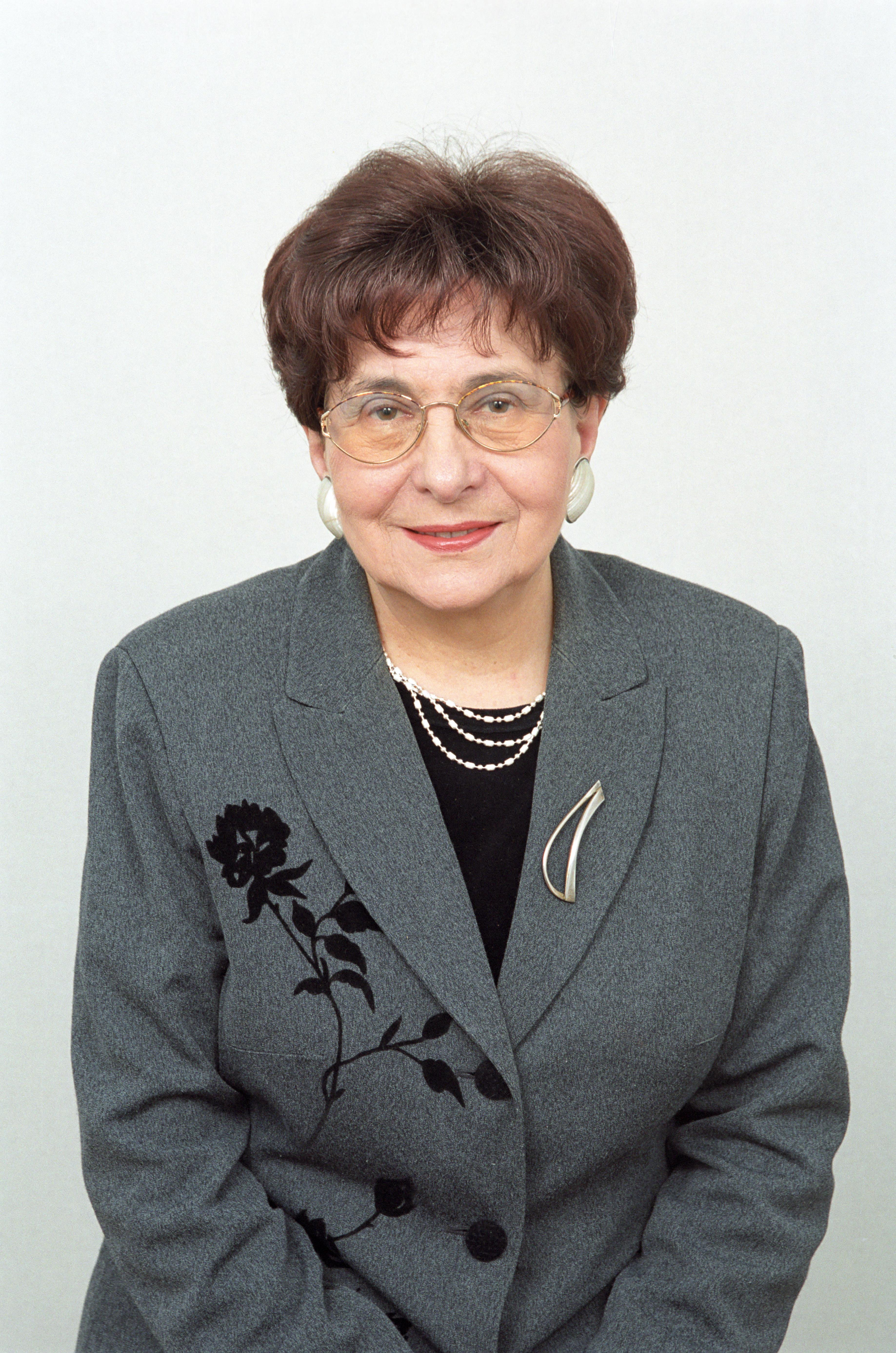
Dorota Simonides
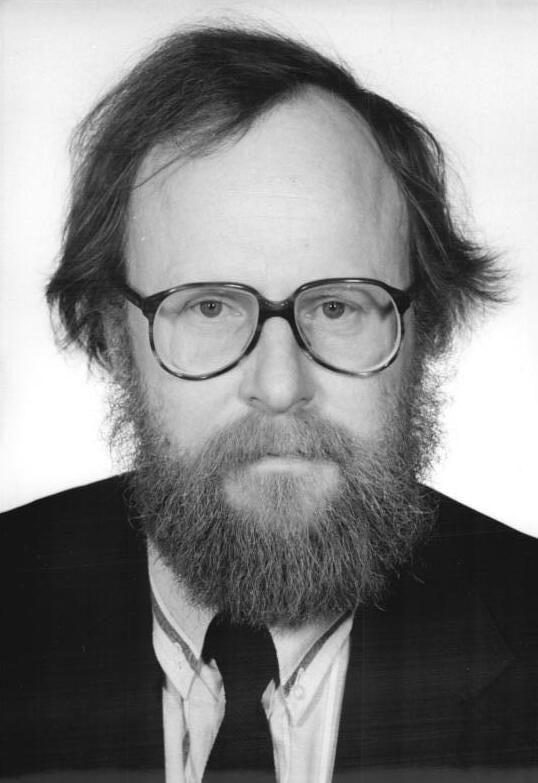
Wolfgang Thierse
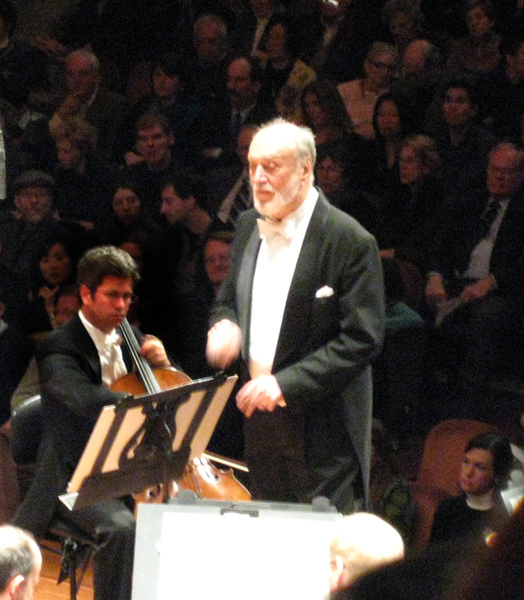
Kurt Masur